# Хайнрих III фон Берг-Шелклинген
Хайнрих III фон Берг-Шелклинген (на немски: Heinrich III von Berg-Schelklingen; † ок. 1241) от швабския графски род фон Берг е граф на Берг-Шелклинген и маркграф на Бургау в Херцогство Швабия.

## Произход
Той е син на граф Улрих I фон Берг († 1209) и съпругата му Аделхайд фон Ронсберг († 1205), дъщеря на граф и маркграф Хайнрих I фон Ронсберг († 1191) и Удилхилд фон Гамертинген († 1191). Внук е на граф Диполд II фон Берг-Шелклинген († 1160/1165) и графиня Гизела фон Андекс († 1150), дъщеря на граф Бертхолд II фон Дисен-Андекс.
Баща му е брат на Хайнрих фон Берг († 1197), епископ на Пасау и Вюрцбург, на епископите на Пасау Диполд фон Берг († 1190) и Манеголд фон Берг († 1215), и на епископа на Фрайзинг Ото II фон Берг († 1220). Роднина е на епископа на Бамберг Ото VI фон Андекс († 1196) и на граф Бертхолд I фон Хенеберг († 1312), епископ на Вюрцбург.
Сестра му се омъжва за граф Ото IV фон Кирхберг и Бранденбург († сл. 1220). Той има вероятно извънбрачен полубрат Диполд, граф фон Кьорш-Айхелберг († сл. 1220).

## Фамилия
Хайнрих III фон Берг-Шелклинген се жени за Аделхайд фон Шелклинген. Те имат децата:
- Хайнрих II фон Бургау († сл. 20 юли 1293), маркграф на Бургау, женен пр. 20 юни 1267 г. за Аделхайд фон Албек († 1280)
- Елизабет фон Бургау, омъжена за граф Хуго II фон Монфор-Брегенц († 11 август 1260)
- дъщеря фон Бургау († сл. 1246), омъжена пр. 28 юни 1241 г. за граф Лудвиг III фон Йотинген († 24 април 1279)
- Улрих II фон Берг-Шелклинген († сл. 1268), граф на Берг-Шелклинген, женен за графиня Уделхилд фон Урах († сл. 24 юли 1242)
- София фон Берг († 1 май 1284), омъжена I. за Улрих III фон Гунделфинген-Хеленщайн († сл. 1263), II. пр. 1263/1275 г. за граф Готфрид III фон Калв-Льовенщайн († сл. 1277)